# Stołpce (gmina)
Stołpce – dawna gmina wiejska istniejąca do 1939 roku w woj. nowogródzkim. Siedzibą gminy były Stołpce (2956 mieszk. w 1921 roku), które początkowo (oraz od 1926) stanowiły odrębną gminę miejską.
Początkowo gmina należała do powiatu mińskiego. 12 grudnia 1920 r. została przyłączona do nowo utworzonego powiatu stołpeckiego pod Zarządem Terenów Przyfrontowych i Etapowych. 19 lutego 1921 r. wraz z całym powiatem weszła w skład nowo utworzonego województwa nowogródzkiego.
13 lutego 1926 z gminy Stołpce wyłączono Stołpce, tworząc z nich odrębną gminę miejską.
1 kwietnia 1927 roku do gminy Stołpce przyłączono obszar zniesionej gminy Zasule. 15 kwietnia 1930 roku część obszaru gminy Stołpce włączono do gminy Świerżeń.
Po wojnie obszar gminy Stołpce został odłączony od Polski i włączony do Białoruskiej SRR.